# Атумаші
Монастир Атумаші (Атумашічаун) — (бірм. အတုမရှိကျောင်း «незрівнянний») — буддистський монастир в М'янмі в місті Мандалай, побудований 1857 року під час правління короля Міндона. Був знаменитий дев'ятиметровою статуєю Будди, чоло якого прикрашав великий діамант.
Після захоплення Верхньої Бірми англійцями 1885 року діамант, як і деякі інші скарби, зник. 1890 року в монастирі сталася пожежа, в результаті якої він був повністю зруйнований.
1996 року монастир було відбудовано за первинними кресленнями Департаментом археології з застосуванням праці ув'язнених.